# Marguerite Coppin
Pour les articles homonymes, voir Coppin.
Marguerite Aimée Rosine Coppin (née le 2 février 1867 à Saint-Josse-ten-Noode et morte en 1931) est une féministe, poète, romancière, théosophe et traductrice belge.

## Biographie
Marguerite Aimée Rosine Coppin naît le 2 février 1867 à Saint-Josse-ten-Noode, Belgique. Ses parents sont Charles-Henri Coppin, un marchand ou fabricant de dentelles, né à Wijtschate, et Marie Lehaut, née à Esquermes près de Lille. Elle fréquente le cours d'éducation et le cours normal pour jeunes filles d'Isabelle Gatti de Gamond à Bruxelles.
En 1885, elle épouse le Français Lucien Hermite mais le mariage est annulé dès 1889 pour une raison inconnue.
Elle devient institutrice et, en 1891, elle travaille pour une famille aisée en Autriche. L'année suivante, à la mort de son père, elle s'installe à Bruges avec sa mère et enseigne le français aux résidents anglais de la ville.
Ses premiers romans sont publiés sans nom d'auteur. Le premier, Initiation, est publié sous forme de feuilleton dans La Revue de Belgique, dirigée à ce moment-là par Eugène Van Bemmel (1824-1880), un libéral gantois, professeur à l'Université libre de Bruxelles. Elle entre alors dans la sphère de la libre pensée et du Grand Orient de Belgique.
En 1889, elle publie Ressort cassé chez Henry Kistemaekers, un éditeur sulfureux, parfois provocateur, mais avant tout courageux : c’est l’éditeur des communards et des naturalistes à leur début. Le roman est l'histoire d'une écolière qui a une relation amoureuse avec une de ses professeures. « Ressort cassé est, à n’en pas douter, un roman féministe et Marguerite Coppin une femme à deux visages. »  (Mirande Lucien préfacière). L'année suivante paraît Le Troisième sexe qui fait scandale. Les frasques libertines de son héroïne Nuit d'Ide suscitent la colère de la justice belge qui saisit l'ouvrage et engage un procès pour atteinte aux bonnes mœurs, un non-lieu est prononcé en 1892, toutefois la réputation de l'auteure s'en ressent. Elle signe désormais ses textes, mais est plus prudente et  devient un personnage respectable de la vie provinciale. Elle réoriente son écriture vers la poésie essentiellement,,.
Avant Marguerite Coppin, il y a peu de femmes qui écrivent en français hors de France et elle est une des rares femmes poètes à parler de l'amour entre amants, elle prône qu'il vaut mieux aimer qu'être aimée. Malgré une certaine audace, elle conserve les stéréotypes féminins du XIXe siècle, ce que relève Alphonse Séché « Par ces temps de féminisme aigu, Mademoiselle Coppin a la lâche audace d'être satisfaite du rôle que l'homme force la femme à jouer dans la société .... Être la compagne, la consolatrice, l'inspiratrice et l'appui de l'homme aimé ... ». Dans ses romans, elle exprime un refus de l’amour charnel imposé aux femmes dans le mariage, qui leur donne une situation sociale sans pour autant en faire des êtres responsables et montre un certain mépris pour les femmes.
Elle collabore à diverses revues littéraires et journaux : au Carillon d'Ostende et au Journal de Bruges notamment. En 1894-1896, elle est une des principales collaboratrices de La Flandre Littéraire, une publication d'Edouard Daveluy. Elle donne également des conférences, entre autres, pour le Cercle Littéraire Excelsior. Elle est également secrétaire du Syndicat de la presse de Bruges[réf. nécessaire].
En 1902, elle est chargée, probablement grâce à Caroline Boussart, l'épouse d'un de ses éditeurs, Popp, de traduire en français le best-seller américain In Tune With The Infinite de Ralph Waldo Trine (en). Ce livre est un favori de la reine Victoria et de Janet Gaynor. Henry Ford attribue son succès en affaires aux idées qu'il a trouvées dans le livre et le distribue à tous ses amis et connaissances. La traduction est publiée par Fischbacher à Paris sous le titre À l’unisson de l’infini en 1902.
Elle suit des cours à l'école industrielle des Wijngaardplaats et obtient un diplôme en 1905[réf. nécessaire].
Au déclenchement de la Première Guerre mondiale, elle fuit en Angleterre avec sa mère. Celle-ci décède pendant la guerre et Marguerite Coppin s'installe alors définitivement. Elle y enseigne le français, se consacre à la théosophie et traduit notamment : 
- Les Idiots de Joseph Conrad, publication bilingue de Harrap’s Bilingual Series, Londres, G. Harrap and co. et New York, Brentano’s, 1920. en Angleterre
- Pages d'histoire de France, prises dans l’œuvre de Michelet, 1921.

Son intérêt pour l'anthroposophie et la théosophie apparaît dans ses romans. Elle est décorée de l'Etoile d'Orient, un ordre fondé à Bénarès en 1914 par Rudolf Steiner et Helena Blavatsky.
Marguerite Coppin meurt en 1931.
Après être tombée dans l'oubli pendant près d'un siècle, Marguerite Coppin est devenue un sujet d'étude et certaines de ses œuvres sont rééditées au XXIe siècle.[réf. nécessaire]

## Récompenses
- Prix de l'union littéraire pour Une jeune femme brugeoise dont ma mémoire ne retrouve plus le nom[6], qu'elle partage avec Georges Garnir[7]
- Médaille de bronze à l'exposition de Liège
- Officier d'Académie.
- 1905 : Palmes académiques (France)
- Décorée de l'ordre de l'Étoile d'Orient[1]

## Œuvres
- Ressort cassé, 1889 ; Rééd. QuestionDeGenre/GKC, 2011 avec notes et préface de Mirande Lucien.
- Le Troisième Sexe' suivi de Hors Sexe, 1890. Hors Sexe a été réédité par QuestionDeGenre/GKC en 2012. Avec notes et préface de Mirande Lucien.
- Solesme seul aysme, Bruxelles, 1891
- Initiation, 1895, Brussel, Weissenbruch.
- Poèmes de femme, Bruges,1896
- Maman et autres poëmes, Ostende, 1898
- Initiation nouvelle, 1898, roman
- Le Triomphal Amour, Ostende, Bouchery, 1899
- Ralph Waldo Trine : À l'unisson de l'infini ; traduit par Marguerite Coppin   Fischbacher, 1902
- Monsieur Benoidon, Docteur, Roman de moeurs médicales, Liège, Société belge d'éditions, 1909
- Nouveaux poèmes, Ostende, 1911
- Contes sur l'histoire de Belgique, Ostende, 1914
- Aux îles (lire en ligne)
  - J'ai bu tes larmes ! Poésie de Marguerite Coppin, musique de M. Matthyssens, J. et H. Pitault, 1907